# 할리우드의 건달들
《할리우드의 건달들》(영어: S.O.B.)은 미국에서 제작된 블레이크 에드워즈 감독의 1981년 풍자 블랙 코미디 영화이다. 줄리 앤드루스 등이 출연하였고, 토니 애덤스 등이 제작에 참여하였다.

## 출연진
- 줄리 앤드루스
- 윌리엄 홀든
- 리처드 멀리건
- 로버트 프레스턴
- 로버트 웨버
- 로버트 본
- 래리 해그먼
- 머리사 베런슨
- 스튜어트 마걸린
- 로레타 스윗
- 크레이그 스티븐스
- 셸리 윈터스
- 로버트 로자
- 제니퍼 에드워즈
- 로재나 아켓
- 존 롤러
- 존 플러솃
- 켄 스워퍼드
- 해밀턴 캠프
- 폴 스튜어트
- 벤슨 퐁
- 래리 스토치
- 미미 데이비스
- 버지니아 그레그
- 진 넬슨

## 기타 제작진
- 배역: 아일린 나이트, 바버라 밀러
- 미술: 로저 마우스, 윌리엄 크레이그 스미스
- 의상: 시어도라 밴렁클